# Söken först Guds rike
Söken först Guds rike är en psalm med text hämtad från Matteusevangeliet 6:33 tonsatt 1972 av Karen Lafferty.

## Publicerad i
- Den svenska psalmboken 1986 som nr 686 under rubriken "Bibelvisor och kanon".
- Psalmer och Sånger 1987 som nr 774 under rubriken "Psaltarpsalmer och andra sånger ur bibeln - Bibelvisor".[2]
- Segertoner 1988 som nr 694 under rubriken "Bibelvisor och körer".[1]